# منتخب تركيا لكأس فيد
منتخب تركيا لكأس فيد (بالتركية: Türkiye Fed Kupası takımı)‏ هو ممثل تركيا الرسمي في كرة المضرب في كأس فيد.